# Diecezja Ciudad del Este
Diecezja Ciudad del Este (łac. Dioecesis Urbis Orientalis) – rzymskokatolicka diecezja w Paragwaju. Została erygowana 10 czerwca 1993 jako diecezja Alto Parana w miejsce istniejącej od 25 marca 1968 prałatury terytorialnej, natomiast 3 lutego 2001 została zmieniona nazwa diecezji na obecną.

## Główne świątynie
- Katedra: Katedra św. Błażeja w Ciudad del Este

## Biskupi

### Prałaci terytorialni
- Franciszek Cedzich SVD (1968 – 1971)
- Augustín Van Aaken SVD (1972 – 1990)
- Pastor Cuquejo CSSR (1990 – 1992)

### Biskupi diecezjalni
- Oscar Páez Garcete (1993 – 2000)
- Ignacio Gogorza SCI di Béth. (2001 – 2004)
- Rogelio Livieres Plano (2004 – 2014)
- Wilhelm Steckling (2014 – 2023)
- Pedro Collar Noguera (od 2024)